# LG 옵티머스 F7
LG 옵티머스 F7(LG Optimus F7)은 LG전자가 모바일 월드 콩그레스 2013에서 최초로 공개하여, 2013년 3월 8일 대한민국에서 옵티머스 LTE3라는 이름으로 출시한 보급형 안드로이드 스마트폰이다.
LG 옵티머스 시리즈의 G/뷰/L/F 라인 중 F라인으로 보급형 LTE 모델이며, 그중 상위급 모델이다.

## 출시 국가
- 대한민국 SK텔레콤 전용모델이다.

## 연혁
- 2013년 2월 25일 : 모바일 월드 콩그레스 2013에서 공개[1]
- 2013년 3월 8일 : 대한민국에서 옵티머스 LTE III라는 이름으로 출시

## 디자인

### 후면
후면은 크리스탈 리플렉션(Crystal Reflection) 공법으로 가공하여 빛이 들어오는 각도에 따라 색상이 다르게 보인다.

### 홈 버튼LED
다양한 색상 및 패턴을 표출하는 홈 버튼 LED가 탑재되어 전화수신, 미확인 알림, 알람, 캘린더, 다운로드 앱, 배터리 충전 상태 등 다양한 상황을 홈 버튼 LED로 확인이 가능하다.

### 자동밝기(조도센서)관련
옵티머스 F7 은 이전 옵티머스 시리즈들이랑 달리 조도센서를 제외시킨탓에 자동밝기를 지원하지 않는다
(상단바를 내리면 다른 옵티머스 시리즈들이랑 달리 밝기조정란쪽에 자동 체크란이 없는 것이 그 이유다).

### 내장메모리
탑재된 메모리는 8GB이지만 안드로이드 시스템영역이나 앱설치영역 등으로 파티션되어 실제 사용 가능한 용량은 3.8GB 정도이다

## 색상
- 인디고 블랙
- 화이트

## 특수 기능

### Q메모
화면이 캡처된 상태에서 손으로 글씨를 쓰거나 중요한 부분을 표시해서 공유할 수 있는 기능이다.

### Q슬라이드
TV, 비디오, 캘린더, 인터넷, 메모, 계산기 등의 기능을 화면에 팝업으로 띄워놓고 두 가지 작업을 동시에 할 수 있다.

### Q보이스
음성으로 전화 걸기, 메시지 보내기, 앱 실행, 음악 재생, 검색 등의 명령을 수행할 수 있는 기능이다.

### T간편모드
SK텔레콤에서 제공하는 것으로, 스마트폰 사용이 어려운 사용자를 위해, 기존의 구형 폴더폰처럼 사용할 수 있는 피처폰 형식의 홈이다.

### 내 맘대로 아이콘
홈 화면의 앱 아이콘들을 자기가 원하는 사진이나 그림으로 변경하여 사용할 수 있는 기능이다.

### 내 폰과 대화
휴대전화를 두고 외출하였을 때, 다른 사람의 휴대전화로 자기 휴대전화에게 일정한 문자를 보내, 일정, 주소록 등의 정보를 확인할 수 있는 기능이다.

### 인스턴트 레터링
통화 때마다 일회용으로 레터링을 바꿔서 보낼 수 있는 기능이다.

### 노트북
Q메모에서 만든 이미지를 바탕으로 글씨까지 넣어 한 권의 노트처럼 만들 수 있는 기능이다.

### 동영상 편집기
자신이 촬영하거나 저장된 동영상을 자르고 붙여넣는 형식으로 편집할 수 있는 기능이다.

### 스마트 스크린
전방 카메라를 이용해 사용자가 휴대전화 화면을 보지 않고 있을 때, 화면이 꺼지지 않게 하는 기능이다.

### Miracast
휴대폰의 화면을 Miracast 동글이나 TV에 표시될 수 있게 하는 기능이다.

### 무음 및 차단 모드
일정한 시간을 설정해, 그 시간에는 다른 사람의 전화를 차단하고, 무음으로 설정하는 기능이다.

### SmartShare
DLNA를 이용해 주변 기기들과 파일을 공유할 수 있는 기능이다.

## 변종

### 대한민국

#### 옵티머스 LTE III (LG-F260S)
SK텔레콤용으로 2013년 3월 8일에 출시하였다.

## 경쟁 기종
- 삼성 갤럭시 프리미어
- 삼성 갤럭시 익스프레스

## 같이 보기
- LG 옵티머스 LTE II
- LG 옵티머스 F5
- LG 옵티머스 L3 II
- LG 옵티머스 L5 II
- LG 옵티머스 L7 II